# Hosszú-völgyi-patak
A Hosszú-völgyi-patak a Heves–Borsodi-dombságban ered, Váraszó településtől északra, Heves vármegyében, mintegy 380 méteres tengerszint feletti magasságban. A patak forrásától kezdve délnyugati irányban halad, majd Váraszó déli részénél éri el a Tarna-patakot.

## Part menti település
- Váraszó